# 医用工学部
医用工学部（いようこうがくぶ）とは医用生体工学を教育研究する事を目的として大学に設置される学部の名称。在学中に臨床工学技士などの資格を取得し、卒業後は医療現場で活躍できる人材の育成を目標としている。

## 医用工学部を置く大学
- 桐蔭横浜大学
- 鈴鹿医療科学大学

## 医療工学部を置いていた大学
- 北海道工業大学（現・北海道科学大学保健医療学部[1][2]）
- 東亜大学（現・医療学部）